# سال آینده، همان زمان
سال آینده، همان زمان (آلمانی: Alle Jahre wieder) یک فیلم در ژانر درام به کارگردانی اولریش شامونی است که در سال ۱۹۶۷ منتشر شد. از بازیگران آن می‌توان به اولا یاکوبسون و هانس پوسگا اشاره کرد.